# Radu Berceanu
 (juin 2019).
 (juin 2019).
Si vous disposez d'ouvrages ou d'articles de référence ou si vous connaissez des sites web de qualité traitant du thème abordé ici, merci de compléter l'article en donnant les références utiles à sa vérifiabilité et en les liant à la section « Notes et références ».
Radu Mircea Berceanu (prononcé : [ˈradu berˈt͡ʃe̯anu]) , né le 5 mars 1953 à Râmnicu Vâlcea, Roumanie, est un ingénieur et homme politique roumain. 

## Biographie
Radu Mircea Berceanu naît le 5 mars 1953 à Râmnicu Vâlcea, en Roumanie, d'un père aviateur et d'une mère infirmière.
Après des études au lycée Vasile Roaită (aujourd'hui renommé « Mircea cel Bătrân ») de 1965 à 1972, il intègre l'Institut polytechnique de Bucarest, à la faculté de constructions aérospatiales, et obtient son diplôme d'ingénieur en 1978[réf. souhaitée].
Il travaille ensuite pour le centre d'essais en vol de Craiova jusqu'en 1981, puis à la fabrique d'avions de Craiova durant la période 1984 - 1989[réf. nécessaire]. En parallèle de ses activités, il enseigne au lycée industriel no 1 de Craiova de 1980 à 1989[réf. souhaitée].

## Carrière politique
Membre du Parti Démocrate, il est successivement élu député du județ de Dolj de 1990 à 2004[réf. nécessaire], puis sénateur entre 2004 et 2008[réf. nécessaire]. Il conserve son mandat de sénateur de 2008 à 2012 en tant que membre du Parti Démocrate-Libéral (PD-L)[réf. souhaitée].
Il est nommé ministre de l'Industrie et du Commerce de 1998 à 2000 dans les gouvernements de Radu Vasile et Mugur Isărescu, puis ministre des Transports et des Infrastructures de 2006 à 2007 dans le premier gouvernement de Călin Popescu-Tăriceanu[réf. nécessaire]. Il retrouve ce ministère de 2008 à 2010 sous le gouvernement d'Emil Boc. Il assure également en 2009 la fonction de ministre de l'Agriculture à la suite de la crise politique ayant conduit au retrait du Parti Social-Démocrate (PSD) du gouvernement[réf. souhaitée].
Radu Berceanu est décoré en 2000, par le président français Jacques Chirac, de l'Ordre national du Mérite, au grade de chevalier[réf. nécessaire].